# Teatro romano de Guadix
El teatro romano de Guadix es una construcción de origen romano perteneciente a la Colonia Iulia Gemella Acci, actual municipio de Guadix, en la provincia de Granada (España). En 2016 fue inscrito en el Catálogo General del Patrimonio Histórico Andaluz y protegido como Bien de Interés de Cultural.

## Historia
El teatro fue levantado alrededor del año 25 d. C. en la cara norte de la colina donde se asentaba la Colonia Iulia Gemella Acci. Las instalaciones estuvieron en servicio durante los siglos I y II, tras lo cual serían abandonadas. A partir de entonces el recinto y sus elementos arquitectónicos fueron reaprovechados para otros fines. En 2007 sus restos fueron descubiertos de forma casual durante unas obras subterráneas, tras lo cual se han ido realizando varias intervenciones arqueológicas.

## Excavaciones
Los restos del teatro fueron descubiertos fortuitamente en 2007 durante el transcurso de unas obras. Tras ser identificados y reconocerse su importancia, se procedió a realizar varias excavaciones que sacaron a la luz los muros de la scaena y de parte de la orchestra. Hacia mediados de la década de 2010 se habían realizado prospecciones arqueológicas sobre una superficie que abarca los 1000 metros cuadrados. Mediante diversos sondeos que se han realizado en los alrededores se sabe que existen más zonas sin excavar. De otras partes, sin embargo, se ha constatado su desaparición. La reutilización de materiales que se practicó en el recinto durante la época andalusí supuso el completo desmantelamiento del graderío, que ha desaparecido como elemento identificable.